# 申泰英
申泰英（韓語：신태영，1891年—1959年），日本名爲平山輔英，韓国陸軍退役中將、国防部部長。第3任韩国陸軍参謀总長。韩军炮兵创始人，申应均之父。

## 人物
1891年出生在汉城。
1905年14岁时，就读大韩帝国的陆军幼年学校。
1906年入学韓国軍武官学校。
1909年入学日本陸軍中央幼年学校。
1912年陸軍士官学校入学。1914年5月28日第26期毕业。同期有李應俊、洪思翊、池青天、安秉範等13人。战争结束时为日本陸軍中佐。
1948年韩国光复后，陆军士官学校的同学大部分进入南朝鮮國防警備隊，但他没有进入。此后在一次叛乱事件爆发之后，自愿入伍（服役番號12311），1948年11月授上校阶级，任陆军本部行政参谋副部长兼国防部第1局局长。
1949年5月升为准将，8月任護国軍副参謀長。10月晋升为少将、第3任陆军参谋总长。7个月后的1950年4月，主动退位。1950年4月、任兵器行政本部長。
1950年6月25日的朝鲜战争爆发后，任全罗北道編成管区司令官，负责全羅北道的防御任务。因与国防部长申性模在作战部署发生意見冲突，在7月28日被解职。1952年1月复职，任陸軍本部付，3月晋升为中将，退役并编入预备役，同时出任国防部長，就任1年零3个月，停战前去职。
1954年2月編入現役，任民兵隊总司令官。
1956年6月再次编入预备役。
1959年4月去世。
2008年，民族问题研究所整理的《亲日人名辞典》将他收录在预定者名单中，2009年被选定为亲日分子。反民族行为真相查明委员会发表的“亲日反民族行为704人名单”中也包括他的名字。

## 脚注
1. ↑  原日本軍少佐。後为韓国陸軍中将。